# HD188136
HD188136 — хімічно пекулярна зоря спектрального класу A5, що має видиму зоряну величину в смузі V приблизно  8,0.
Вона  розташована на відстані близько 616,6 світлових років від Сонця.

## Фізичні характеристики
Телескоп Гіппаркос зареєстрував фотометричну змінність  даної зорі з періодом    0,12 доби в межах від  Hmin= 8,16 до  Hmax= 8,09.